# Крейг Джонс
Крейг Джонс (англ. Craig Jones; 11 лютого 1973) — американський музикант, колишній учасник гурту Slipknot.
До Slipknot працював на складі, водієм навантажувача.
Також грав на гітарі в треш-метал-гуртах, перед тим як приєднається до Slipknot.
До Slipknot, як Джої Джордісон і Шон Креєн, грав у групі " Modifidious ". Джонс говорить 2 секунди на вступі " Welcome to Our Brotherhood " він говорить " 133 , number 5 , sampling " (133 , номер 5 , семплінг) і каже на відео " We Sold Our Souls for Rock'n'Roll " де говорить " Craig, number 5 , sampling "(Крейг, Номер 5 , семплінг)
Крейг — єдиний з членів групи хто жодного разу не давав інтерв'ю повністю без маски. Небагатослівний, та й мабуть самий мовчазний учасник з усього колективу — не говорить навіть на конференції, вкрай рідко з'являється без своєї маски. На виступах на відміну від інших учасників завжди знаходиться біля свого інструменту і нікуди не йде.

## Slipknot
Коли Крейг прийшов у групу, хлопці тільки закінчували запис свого диска (якраз від них тоді пішов Донні) . І він вирішив стати клавішником в групі, прослухавши пару їх пісень: "Коли я вперше почув кілька треків з того, що вони робили, я такий: " Ніфіга ! Це потрясно ! " . Я точно знав в той момент, що це була група, яку я чекав. "
Джон

### Маски

#### Mate.Feed.Kill.Repeat .
Прикидом Крейга був звичайний панчіх на голові, і футболка з написом SPAM . Пізніше він змінив маску на білий шолом для картингу, який йому притягнув Джої з бензоколонки . На деяких фото Крейг присутній у масці перевертня, але це тільки в студії.

#### Slipknot
На альбомі Slipknot Крейг носив шолом для картингу з уткнутими в нього 12 сантиметровими цвяхами. Іноді він кріпив на шолом фото- спалах.

#### Iowa
Замість шолома, Крейг став носити шкіряну маску, з якої стирчали короткі цвяхи. Пізніше він змінив її на латексну, а цвяхи стали іржавими.

#### Vol. 3: The Subliminal Verses
Маска стала більш жорсткою. Блискавка на роті тепер знаходиться в поглибленні. Цвяхи стали більш довгі і не іржавими .

#### All Hope Is Gone
При записі альбому, Крейг Джонс носить латексну маску з цвяхами, але: у цієї маски більш округлий вигляд, вона трохи блищить, як ніби глянцева, а також стали краще виділяться форми голови Крейга.

## Факти
- Його хобі — комп'ютери. Через це його прізвисько «133 MHz» (найпотужніший комп'ютер на той час). Коли він грає в Quake III Arena він ходить з ніком ZZ 5. У нього навіть свій скін в грі.

Його семпли використовувалися в піснях з Mate.Feed.Kill.Repeat., Наприклад пісня Gently починалася з семпла з фільму «Падаючи Вниз».